# Американський пиріг: Переполох у гуртожитку
«Американський пиріг 6: Переполох у гуртожитку» (англ. American Pie Presents Beta House)  — молодіжна комедія 2007 року, спін-офф серії «Американський пиріг». 

## Сюжет
Ерік, Боббі і Куз, які нещодавно вступили до університету мають намір стати членами «Бета Хаус» - найкрутішого братства університету. Його президентом є легендарний Двайт Стифлер. Однак розвагам молодих людей вирішує перешкодити вороже братство заучок. «Бета Хаус» вступає в боротьбу за право на відмінну гулянку. І ось вони вирішили з'ясувати стосунки, два найсильніших братства влаштовують змагання та вдаються до відомих «Студентських Олімпійських ігор». 

## У ролях
- Джон Вайт — Ерік Стифлер
- Стів Таллі — Двайт Стифлер
- Крістофер МакДональд — містер Стифлер
- Юджин Леві — Ноа Левенштайн
- Джонатан Кельтц — Веслі
- Італія Річчі — Лора Джонсон
- Роббі Амелл — Нік Андерсон

## Цікаві факти
- Слоган фільму: «Найбільш обурливий шматок пирога!»
- Фільм пародіює Олімпійські ігри